# جون مارك نيلسون
جون مارك نيلسون (بالإنجليزية: John Mark Nelson)‏ هو كاتب أغاني أمريكي، ولد في 3 نوفمبر 1993 في لاغونا بيتش في الولايات المتحدة.

## وصلات خارجية
- الموقع الرسمي
- جون مارك نيلسون على موقع ميوزك برينز (الإنجليزية)
- جون مارك نيلسون على موقع أول ميوزيك (الإنجليزية)
- جون مارك نيلسون على موقع ديسكوغز (الإنجليزية)